# Caspar Rauber
Caspar Rauber (XVI secolo – XVI secolo) è stato un orologiaio tedesco del XVI secolo.

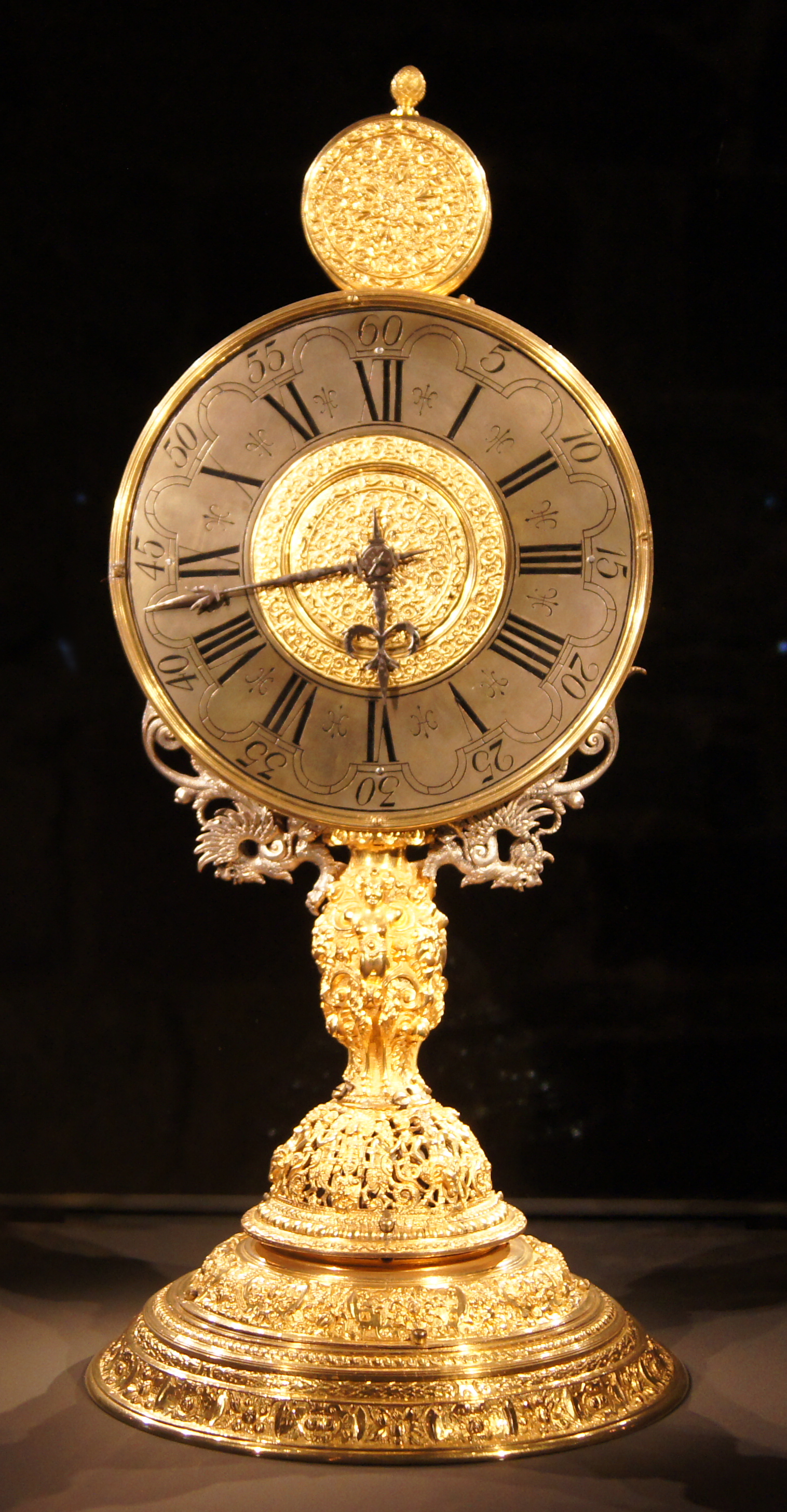
Orologio ostensorio attribuito a Caspar Rauber (ca. 1572) esposto nella collezione di orologi del Museo di Stato del Württemberg, Stoccarda

Originario di Degersee, fu ammesso alla corporazione degli orologiai di Augusta nel 1556, e nel 1572 fu elevato al grado di mastro orologiaio.